# 吉久 (高岡市)
吉久（よしひさ）は、富山県高岡市の地名。北前船の往来する商人の町として栄えた。郵便番号は933-0002。吉久1丁目から3丁目まで存在する。
さまのこと呼ばれる千本格子の古い街並みをよく残しており、2020年（令和2年）12月28日に国の重要伝統的建造物群保存地区として選定されている。高岡市では山町筋、金屋町に次いで市内三番目の重伝建指定となった。

## 地理
高岡市北部、西側の小矢部川（伏木港）と東側の庄川間に挟まる位置にある。北側は射水市庄西町の市境に接している。南側は元々は庄川が流れ小矢部川との合流部分となっており、かつて射水川と称していたが、明治期から大正期にかけての庄川・小矢部川分離工事によって陸地となり、現在では工業団地として利用されている。地形的には氾濫平野と埋立地から成っており、沼地だった場所もある。2013年（平成25年）作成の『富山県内液状化しやすさマップ』で、液状化現象の発生する危険度が3（最高は4）とされた。実際に2024年（令和6年）1月1日の能登半島地震で液状化が起き、道路と住宅の間に最大で70 cmの段差が生じ、電柱が1.3 m沈み込んだ箇所も発生した。これにより、車庫から自動車を出庫できない住民がおり、一部では住民同士が協力して、ジャッキ等を使って自動車の出庫作業が行われた。
吉久の古い街並みの民家は主に北東部にある。古い街並みの周囲は工業団地に囲まれており、新湊線の高岡貨物駅も立地している。

## 歴史
古くは漁村であったが、江戸時代には加賀藩の米蔵が置かれ港町として発展。小矢部川の水運によって砺波の年貢米が集められ海運で関西方面へ送られた。また江戸期から戦後までは吉久周辺で稲作もなされていた（現在の工業団地）。

## 街並みの整備
古い街並みの指定範囲は約4.1haで、連続した古民家が見られる。古民家は街道に対して間口の狭い短冊状で二階建ての白壁、「さまのこ」と呼ばれる千本格子が見られるのが主な特徴である。

## 世帯数と人口
2023年（令和5年）12月31日現在の世帯数と人口は以下の通りである。
| 町丁       | 世帯数  | 人口    |
| ---------- | ------- | ------- |
| 吉久一丁目 | 64世帯  | 138人   |
| 吉久二丁目 | 267世帯 | 620人   |
| 吉久三丁目 | 212世帯 | 482人   |
| 計         | 543世帯 | 1,240人 |

2017年（平成29年）3月31日時点では、548世帯・1,381人であった。

## 小・中学校の学区
市立小・中学校に通う場合、校区は以下の通りとなる。
| 番地 | 小学校             | 中学校               |
| ---- | ------------------ | -------------------- |
| 全域 | 高岡市立能町小学校 | 高岡市立志貴野中学校 |

## おもな施設
- 能松家住宅 - 国の登録有形文化財。明治後期の建築。
- 有藤家住宅 - 国の登録有形文化財。
- 丸谷家住宅 - 国の登録有形文化財。
- 吉久神明社 - この神社にある狛犬は1555年建造で県内最古のものとされ、市文化財に指定されている。
- TEKリトルパーク - 新吉久電停前にある。1950年に製造され富山地方鉄道や加越能鉄道でかつて運行されていたデ5022号が展示されている。
- 伏木港

## 交通
吉久の街並み周辺には駐車場が確保されていないので公共交通機関の利用が推奨される。

### 路面電車
- 万葉線 - 吉久停留場・新吉久停留場

### 道路
- 国道415号
- 富山県道350号堀岡新明神能町線
- 旧放生津往来